# Ozyptila grisea
Ozyptila grisea är en spindelart som beskrevs av Roewer 1955. Ozyptila grisea ingår i släktet Ozyptila och familjen krabbspindlar. Inga underarter finns listade i Catalogue of Life.